# Посёлок отделения № 1 совхоза «Новосергиевский»
отделе́ния № 1 совхо́за «Новосе́ргиевский» — посёлок в Крыловском районе Краснодарского края.
Входит в состав Новосергиевского сельского поселения.

## Население
| 2002 | 2010 |
| ---- | ---- |
| 191  | ↘168 |

## Улицы
- ул. Новая,
- ул. Пролетарская,
- ул. Центральная[4].